# Naśladowca
Naśladowca (ang. Bloodline) – powieść kryminalna brytyjskiego pisarza Marka Billinghama z 2009. Polskie wydanie książki ukazało się w 2012 w tłumaczeniu Roberta P. Lipskiego. 

## Treść
Ósma część cyklu z inspektorem Tomem Thorne’em. Tajemniczy morderca nawiązuje do wcześniejszej o piętnaście lat serii zabójstw popełnionych przez Raymonda Garveya, który okrutnie zabił kilka kobiet. Tym razem giną dzieci ofiar Garveya. Morderca pozostawia na miejscach zbrodni fragmenty klisz rentgenowskich (Garvey zmarł w więzieniu na nowotwór mózgu). 
Powieść uplasowała się na liście bestsellerów pisma „Sunday Times”. Została też pozytywnie oceniona przez Lee Childa.